# Norm Hadley
Norm Hadley (ur. 2 grudnia 1964 w Winnipeg, zm. 23 marca 2016 w Tokio) – kanadyjski rugbysta grający na pozycji wspieracza,  reprezentant kraju, uczestnik Pucharu Świata 1991, następnie finansista.
W Kanadzie grał dla James Bay Athletic Association i UBC Old Boys, a po wyjeździe z kraju w Western Suburbs RFC w Wellington i japońskim Suntory. Przeniósł się następnie na Wyspy Brytyjskie, gdzie w ostatnich latach ery amatorskiej z zespołem Wasps dwukrotnie zajął trzecie miejsce w Courage League i był finalistą Anglo-Welsh Cup w roku 1995, a już jako zawodowiec grał dla Bedford Blues. Czterokrotnie wystąpił w barwach Barbarians.
W seniorskiej kadrze, również jako kapitan, w latach 1987–1994 rozegrał piętnaście spotkań, z czego cztery miały miejsce w Pucharze Świata 1991. W nim Kanadyjczycy doszli do ćwierćfinałów, a sam Hadley został wybrany do najlepszej piętnastki turnieju.
Ukończył University of Victoria, a następnie uzyskał MBA z University of British Columbia; uczęszczał także do London School of Economics. Pracował w sektorze finansowym m.in. jako broker w Londynie i jako menedżer w Deutsche Bank w Tokio.